# Sigrid Friis
Sigrid Friis Frederiksen z domu Proschowsky (ur. 20 października 1994 w Hillerød) – duńska polityczka, posłanka do Parlamentu Europejskiego X kadencji.

## Życiorys
Absolwentka nauk politycznych na Uniwersytecie Kopenhaskim. Zaangażowała się w działalność socjalliberalnej partii Det Radikale Venstre. Była asystentką posłanki Idy Auken. Pełniła funkcję przewodniczącej organizacji młodzieżowej Radikal Ungdom (2017–2019). Potem pracowała jako urzędniczka w ministerstwie środowiska, a w 2021 została konsultantką w Dansk Fjernvarme, zrzeszeniu branżowym sektora ciepłowniczego.
W wyborach europejskich w 2024 była liderką listy wyborczej swojego ugrupowania; w wyniku głosowania uzyskała mandat deputowanej do PE X kadencji.